# Нова Штифта (Горњи Град)
Нова Штифта (словен. Nova Štifta) је насељено место у општини Горњи Град, Савињска регија, Словенија.

## Историја
До територијалне реорганизације у Словенији била је у саставу старе општине Мозирје. Као самостално насеље, Нова Штифта постоји од 2005. године. Настао је спајањем некадашњих насеља Шмиклавж и Тиросек, и дела насеља Дол.

## Становништво
У попису становништва из 2011. године, Нова Штифта је имала 633 становника.
| Број становника према пописима |
| ------------------------------ |
| 2011                           |
| 633                            |

Напомена: Године 2005. настала спајањем некадашњих насеља Шмиклавж и Тиросек, и дела насеља Дол.